# Thyreophora cynophila
Thyreophora cynophila is een vliegensoort uit de familie van de Piophilidae. De wetenschappelijke naam van de soort is voor het eerst geldig gepubliceerd in 1798 door Panzer.